# Jurij Mychalczyszyn

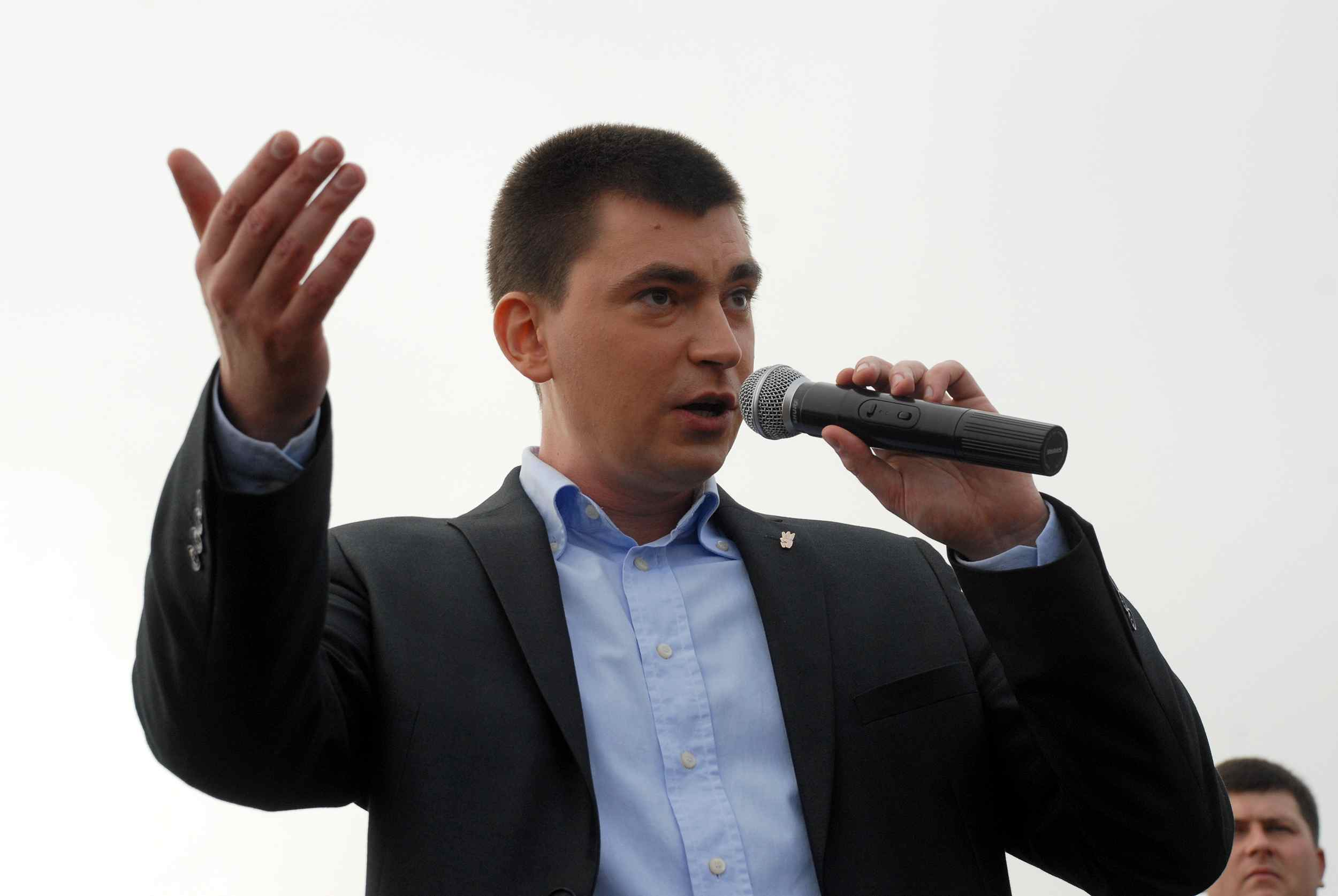
Jurij Mychalczyszyn w 2012

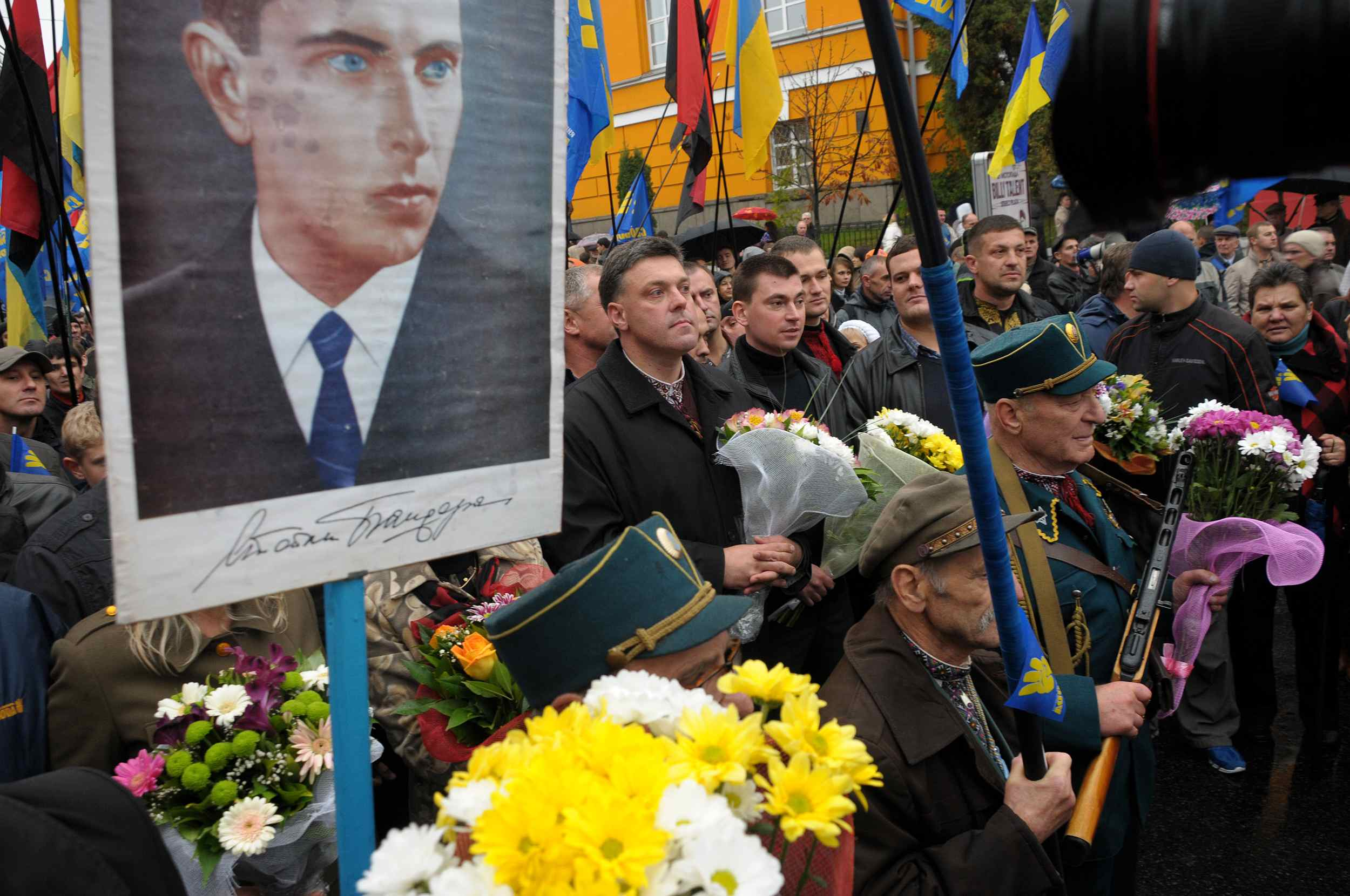
Weterani UPA w Kijowie, widoczni m.in. Ołeh Tiahnybok i Jurij Mychalczyszyn, 2012

Jurij Mychalczyszyn (ukr. Михальчишин Юрій Адріянович, ur. 14 listopada 1982 we Lwowie) — ukraiński polityk nacjonalistyczny, lider Ogólnoukraińskiego Zjednoczenia Swoboda – działacz polityczny, radny miasta Lwowa, kandydat Ogólnokraińskiego Zjednoczenia „Swoboda” Ogólnoukraińskie Zjednoczenie Swoboda na stanowisko burmistrza Lwowa w wyborach w roku 2010. Od lipca 2009 roku pracownik naukowy lwowskiej Politechniki. Od 12 grudnia 2012 r. deputowany (poseł) do Rady Najwyższej Ukrainy 7 kadencji (ze 118 okręgu wyborczego obejmującego część Lwowa oraz rejon (powiat) pustomycki). Członek Ogólnokraińskiego Zjednoczenia „Swoboda”, zastępca szefa lwowskiej okręgowej – czyli wojewódzkiej – organizacji tej partii.
W roku 2011 zadeklarował się jako zwolennik wybudowania Domu Polskiego we Lwowie oraz polskiego przedstawicielstwa narodowego. Co do Domu Polskiego jako wpływowy działacz lwowskiej "Swobody" słowa już dotrzymał. Na początku czerwca 2013 roku m.in. głosami "Swobody" radni miejscy we Lwowie przyznali Polakom cały budynek znajdujący się we Lwowie w 49-letnią dzierżawę na Dom Polski. W budynku ma być prowadzona polska działalność kulturalno-społeczna. 2 marca 2018 roku w bibliotece miejskiej we Lwowie wygłosił wykład pt. „Polska okupacja – geneza, cechy szczególne, skutki”.